# Krishna Bahadur Basnet
Krishna Bahadur Basnet (sinh ngày 17 tháng 2 năm 1959) là một vận động viên điền kinh người Nepal. Anh đã tham gia cuộc đua marathon nam tại Thế vận hội Mùa hè 1988.